# Trollius ircuticus
Trollius ircuticus là một loài thực vật có hoa trong họ Mao lương. Loài này được Sipliv. miêu tả khoa học đầu tiên.